# Bipolar Age (álbum)
Bipolar Age (en castellano: "Edad Bipolar") es el primer disco de la banda Nothink, editado el 7 de junio de 2005. 

Se grabó durante 10 días en San Feliu de Guíxols a finales de 2004, en los estudios Ultramarinos Costa Brava, con la producción de Santi Garcia y Xavi Navarro.

## Lista de canciones
| N.º | Título                                       | Duración |  |
| 1.  | «Starting days with the right foot»          | 3:47     |  |
| 2.  | «Straight on back»                           | 5:49     |  |
| 3.  | «Out of order»                               | 4:45     |  |
| 4.  | «Mr.Smile»                                   | 3:55     |  |
| 5.  | «Adrenaline 500mg»                           | 4:28     |  |
| 6.  | «The Shelter»                                | 3:38     |  |
| 7.  | «Better than yesterday, worse than tomorrow» | 4:55     |  |
| 8.  | «Undirectional Race»                         | 3:01     |  |
| 9.  | «Insiders»                                   | 3:21     |  |
| 10. | «The right way»                              | 2:57     |  |
| 11. | «The lost and found key»                     | 5:03     |  |

## Créditos
Música
- Juan Blas – guitarra, cantante
- Alex Ferrero – bajo
- Miguel Peñas – batería

Letras
- Juan Blas

Invitados y colaboradores
- Santi Garcia: coros en la canción "Starting days with the right foot"

Producción
- Santi Garcia – productor, ingeniería de sonido
- Xavi Navarro – segundo ingeniero
- Santi Garcia – mezclas
- Santi Garcia – masterización